# Temporada 1973-1974 del RCD Espanyol
Dades de la Temporada 1973-1974 del RCD Espanyol.

## Fets Destacats
- 11 d'agost de 1973: Torneig Costa del Sol: Estrella Roja de Belgrad 2 - Espanyol 0[5]
- 12 d'agost de 1973: Torneig Costa del Sol: Boca Juniors 4 - Espanyol 3[6]
- 16 d'agost de 1973: Torneig Ciutat de Palma: CSKA Sofia 0 - Espanyol 0[7]
- 17 d'agost de 1973: Torneig Ciutat de Palma: RCD Mallorca 1 - Espanyol 6[8]
- 25 d'agost de 1973: Torneig Carranza: AFC Ajax 0 - Espanyol 1[9]
- 26 d'agost de 1973: Torneig Carranza: Athletic Club 0 - Espanyol 1[10]
- 12 d'octubre de 1973: Inauguració de la segona tribuna de Sarrià[11]
- 2 de març de 1974: Lliga: Atlètic de Madrid 5 - Espanyol 1[12]
- 27 d'abril de 1974: Lliga: Espanyol 1 - Reial Madrid 0[13]

## Resultats i Classificació
- Lliga d'Espanya: Novena posició amb 34 punts (34 partits, 13 victòries, 8 empats, 13 derrotes, 34 gols a favor i 38 en contra).
- Copa d'Espanya: Eliminà la UE Sant Andreu a vuitens de final, però fou eliminat pel FC Barcelona a quarts de final.
- Copa de la UEFA: Eliminat a trenta-dosens de final pel Racing White Daring Molenbeek.

## Plantilla
| P   | Jugador                   | Lliga | Lliga | Copa d'Espanya | Copa d'Espanya | Copa de la UEFA | Copa de la UEFA |
| P   | Jugador                   | PJ    | G     | PJ             | G              | PJ              | G               |
| --- | ------------------------- | ----- | ----- | -------------- | -------------- | --------------- | --------------- |
| POR | José Luis Borja           | 24    | -27   | -              | -              | 2               | -4              |
| POR | Joan Josep Bertomeu       | 10    | -11   | 4              | -4             | -               | -               |
| POR | Alejandro Samper          | 1     | 0     | -              | -              | -               | -               |
| DEF | Pedro de Felipe           | 30    | -     | 4              | -              | 2               | -               |
| DEF | José Antonio Ramos        | 26    | -     | 4              | -              | -               | -               |
| DEF | Miguel Ángel Ochoa        | 25    | -     | 4              | -              | 2               | -               |
| DEF | Rafael Granero            | 20    | -     | -              | -              | 2               | -               |
| DEF | Antoni Carbonell          | 8     | -     | -              | -              | 1               | -               |
| DEF | Luis César Ortiz Aquino   | 7     | -     | -              | -              | -               | -               |
| DEF | José Fernando Ferrer      | -     | -     | 1              | -              | -               | -               |
| MIG | Daniel Solsona            | 34    | 7     | 4              | -              | 2               | -               |
| MIG | Jesús Glaría              | 28    | -     | 3              | -              | 1               | -               |
| MIG | José Luis Romero          | 24    | -     | -              | -              | 2               | -               |
| MIG | Manuel Polinario Poli     | 20    | 1     | -              | -              | 2               | -               |
| MIG | Francisco Marfil          | 2     | -     | -              | -              | -               | -               |
| MIG | Fernando Molinos          | -     | -     | 4              | -              | -               | -               |
| DAV | José María García Lavilla | 30    | 2     | 4              | -              | 2               | -               |
| DAV | Roberto Martínez          | 27    | 6     | 4              | -              | 1               | 1               |
| DAV | Rafael de Diego           | 26    | 12    | 4              | 3              | 1               | -               |
| DAV | Juan María Amiano         | 18    | 3     | 4              | 1              | 2               | 1               |
| DAV | Roberto Cino              | 16    | 1     | -              | -              | -               | -               |
| DAV | Juan María                | 15    | -     | -              | -              | 1               | -               |
| DAV | Ernesto Suárez            | 12    | -     | -              | -              | -               | -               |
| DAV | Pepín Cabezas             | 8     | -     | -              | -              | 1               | -               |
| DAV | Lluís Guri                | 4     | 2     | -              | -              | -               | -               |